# Liste der denkmalgeschützten Objekte in Klagenfurt am Wörthersee-Gurlitsch I
Die Liste der denkmalgeschützten Objekte in Klagenfurt am Wörthersee-Gurlitsch I enthält die 11 denkmalgeschützten, unbeweglichen Objekte der Katastralgemeinde Gurlitsch I der Gemeinde Klagenfurt am Wörthersee.

## Denkmäler
| Foto |                 | Denkmal                                                                                              | Standort                                       | Beschreibung | Metadaten |
| ---- | --------------- | --- | ---------------------------------------------- | --- | --- |
| ja   | Datei hochladen | Skulpturen im Europapark HERIS-ID: 102948 Objekt-ID: 119402                                          | Europapark Standort KG: Gurlitsch I            | Im Europapark befinden sich zahlreiche große Steinskulpturen. Sie stammen u. a. von Leo Kornbrust, Otto Eder, Karl Prantl, Hermann Painitz, Makoto Fujiwara und Wu Shaoxiang. | BDA-Hist.: Q125401323 Status: § 2a Stand der BDA-Liste: 2025-06-30 Name: Skulpturen im Europapark GstNr.: 640/1 Sculptures in Europapark Klagenfurt                                       |
| ja   | Datei hochladen | Schloss Freyenthurn HERIS-ID: 35765 Objekt-ID: 34564                                                 | Freyenthurn 1 Standort KG: Gurlitsch I         | Schloss Freyenthurn liegt im Westen der Stadt Klagenfurt am Südhang des Falkenberges oberhalb der Ostbucht des Wörthersees. Es wurde um 1541 im burgartigen Renaissancestil als turmartiger Ansitz errichtet. Im Jahr 1884 wurde es im Tudorstil umgebaut. | BDA-Hist.: Q2241061 Status: Bescheid Stand der BDA-Liste: 2025-06-30 Name: Schloss Freyenthurn GstNr.: 633/1, 633/3 Schloss Freyenthurn                                                   |
| ja   | Datei hochladen | Boots- und Vereinshaus des Rudervereins Albatros HERIS-ID: 35659 Objekt-ID: 34453                    | Friedelstrand 11 Standort KG: Gurlitsch I      | 1908/1909 unter dem Architekten Franz Baumgartner errichtet. Es ist ein bedeutender Bau der sogenannten Wörthersee-Architektur. | BDA-Hist.: Q37966075 Status: Bescheid Stand der BDA-Liste: 2025-06-30 Name: Boots- und Vereinshaus des Rudervereins Albatros GstNr.: .106, 783/8 Rudervereinshaus Albatros                |
| ja   | Datei hochladen | Club- und Bootshaus Ruderverein Nautilus HERIS-ID: 113928seit 2022                                   | Friedelstrand 21 Standort KG: Gurlitsch I      | Architekt Rolf Haas schuf 1960 das Gebäude mit Fassade mit Beton- und Glaselementen. | BDA-Hist.: Q112960629 Status: Bescheid Stand der BDA-Liste: 2025-06-30 Name: Club- und Bootshaus Ruderverein Nautilus GstNr.: 783/42, 783/5 Clubhaus Nautilus                             |
| ja   | Datei hochladen | Schloss Maria Loretto HERIS-ID: 35767 Objekt-ID: 34566                                               | Lorettoweg 52 Standort KG: Gurlitsch I         | Schloss Maria Loretto befindet sich in der Ostbucht des Wörthersees auf einer Halbinsel. Im Jahr 1650 erwarb Johann Andreas von Rosenberg die Halbinsel und ließ 1652 ein großes, prunkvolles Schloss errichten, das 1708 durch einen Brand weitgehend zerstört wurde. Der Nachfolgebau, der auf nahezu quadratischem Grundriss errichtet wurde, ist deutlich schlichter. Das Gebäude und die es umgebende Parkanlage, die im Jahr 2007 grundlegend erneuert wurden, befinden sich in Privatbesitz, sind aber öffentlich zugänglich. | BDA-Hist.: Q1590155 Status: Bescheid Stand der BDA-Liste: 2025-06-30 Name: Schloss Maria Loretto GstNr.: 963 Maria Loretto                                                                |
| ja   | Datei hochladen | Metnitzdenkmal HERIS-ID: 103041 Objekt-ID: 119497                                                    | Metnitzstrand Standort KG: Gurlitsch I         | Denkmal für Gustav von Metnitz, Bürgermeister von Klagenfurt (1909–1915), der initiierte, dass die Stadt Wörthersee-Grundstücke kaufte. | BDA-Hist.: Q37793088 Status: § 2a Stand der BDA-Liste: 2025-06-30 Name: Metnitzdenkmal GstNr.: 783/54 Metnitzdenkmal, Klagenfurt                                                          |
| ja   | Datei hochladen | Städtisches Strandbad, Altbau (Eingangshalle und Kabinentrakt Nord) HERIS-ID: 54090 Objekt-ID: 62222 | Metnitzstrand 2 Standort KG: Gurlitsch I       | Die Eingangshalle und der nördliche Kabinentrakt des Strandbad Klagenfurt wurden 1927 unter den Architekten Franz Koppelhuber und Paul Theer im Stil der Wörthersee-Architektur errichtet. | BDA-Hist.: Q125402675 Status: § 2a Stand der BDA-Liste: 2025-06-30 Name: Städtisches Strandbad, Altbau (Eingangshalle und Kabinentrakt Nord) GstNr.: 734/14 Strandbad Klagenfurt - Altbau |
| ja   | Datei hochladen | Alpen-Adria-Universität Klagenfurt, Vorstufengebäude HERIS-ID: 103249 Objekt-ID: 119713              | Universitätsstraße 67 Standort KG: Gurlitsch I | Das 1971 errichtete Gebäude mit begrüntem Innenhof wurde von Roland Rainer geplant. | BDA-Hist.: Q37795822 Status: Bescheid Stand der BDA-Liste: 2025-06-30 Name: Alpen-Adria-Universität Klagenfurt, Vorstufengebäude GstNr.: 756/1 Vorstufengebäude Uni Klagenfurt            |
| ja   | Datei hochladen | Hotel Wörthersee (laut Aufschrift auch: Schlosshotel Wörthersee) HERIS-ID: 35714 Objekt-ID: 34512    | Villacher Straße 338 Standort KG: Gurlitsch I  | Das Hotel wurde 1891–1897 im Auftrag von Mitgliedern der Familie Thurn-Valsassina unter dem Architekten Wilhelm Heß errichtet. Es ist ein bedeutender Bau der sogenannten Wörthersee-Architektur. Das Hotel befindet sich seit 2009 im Besitz einer polnischen Immobilienfirma. Es ist im April 2015 noch ungenutzt und zeigt Verfallserscheinungen. Im Juli 2021 wurde erkannt, dass eine nötige Sanierung die Fassade gefährde. Ein angestrebter Kompromiss soll einen Holzturm und die beiden Flanken original erhalten, während andere Gebäudeteile – bis 2024 – rekonstruiert werden sollen. Am 12. Dezember 2021 wurde ein Brand im Dachgeschoß von der Feuerwehr gelöscht. Am 11. Dezember 2022, um 5 vor 12 Uhr, demonstrierte der Verein Ein Ziegel trägt Geschichte für die Sanierung und den Erhalt des Gebäudes. | BDA-Hist.: Q37966759 Status: Bescheid Stand der BDA-Liste: 2025-06-30 Name: Hotel Wörthersee (laut Aufschrift auch: Schlosshotel Wörthersee) GstNr.: 615/1 Hotel Woerthersee, Klagenfurt  |
| ja   | Datei hochladen | Schrotturm HERIS-ID: 35715 Objekt-ID: 34513                                                          | Villacher Straße 354 Standort KG: Gurlitsch I  | Auch Schrottenturm oder Schrottenburg genannt. 1818–1824 von Johann von Rainer-Harbach (Bauherr) errichtet, 67 m hoher Schrotturm mit quadratischem Querschnitt. Bis 1893 Bleischrotherstellung. 1927 wurde ein Terrassen- und Cafe-Restaurant (Architekt: Valentin Miklin) angebaut, 1970 die Gastronomie stillgelegt. Das Gebiet wurde erst 1938 eingemeindet und gehörte davor zu Krumpendorf. Ehemals Teil der Bleiberger Bergwerks-Union. Neben der B83 (als „erstes Haus von Klagenfurt“) am Berghang, nahe der Bahn und 50 m vom Wörthersee. Trotz verschiedener Projektierungen leerstehend (September 2014). | BDA-Hist.: Q28087817 Status: Bescheid Stand der BDA-Liste: 2025-06-30 Name: Schrotturm GstNr.: .56 Schrotturm, Klagenfurt                                                                 |
| ja   | Datei hochladen | Lendkanal HERIS-ID: 60238 Objekt-ID: 72402                                                           | Standort KG: Gurlitsch I                       | Der Lendkanal ist eine vier Kilometer lange künstliche Wasserstraße, die vom Wörthersee bis ins Zentrum von Klagenfurt führt. Er wurde in der ersten Hälfte des 16. Jahrhunderts als Wasserzufuhr für den Stadtgraben und als Transportweg für Bau- und Heizmaterial angelegt. Heute dient der Lendkanal gemeinsam mit dem angrenzenden Europapark als Naherholungsgebiet. | BDA-Hist.: Q64764953 Status: § 2a Stand der BDA-Liste: 2025-06-30 Name: Lendkanal GstNr.: 782/1, 951 Lendkanal                                                                            |